# Janusz Chlasta
Janusz Chlasta (ur. 18 lipca 1938 w Wilnie, zm. 19 grudnia 2013 w Poznaniu) – polski fotoreporter. Pracował na stanowisku fotoreportera w redakcji gazety „Przemiany Ziemi Gnieźnieńskiej” oraz współpracował z redakcjami „Głosu Wielkopolskiego”, „Gazety Chłopskiej”, „Gazety Poznańskiej” oraz „Głosu Załogi”.
Wykonał 6 tysięcy negatywów dokumentujących historię Gniezna oraz miast sąsiednich, ukazujących życie mieszkańców, pracę w zakładach przemysłowych, przyrodę, sceny uliczne.
W 2024 roku został wydany album ze zdjęciami Janusza Chlasty „Przemiany 1960–1989”.
Był członkiem: Poznańskiego Towarzystwa Fotograficznego, Stowarzyszenia Dziennikarzy Polskich, Stowarzyszenia Dziennikarzy Rzeczypospolitej Polskiej. Za swoją działalność otrzymał: Odznakę Honorową „Za Zasługi w Rozwoju Miasta Gniezna” (1981), Srebrny Krzyż Zasługi (1984), Złoty Krzyż Zasługi (1989).